# Metathelypteris uraiensis
Metathelypteris uraiensis là một loài thực vật có mạch trong họ Thelypteridaceae. Loài này được (Rosenst.) Ching mô tả khoa học đầu tiên năm 1963.